# Alchemilla szaferi
Alchemilla szaferi es una especie de planta del género Alchemilla, perteneciente a la familia Rosaceae.

## Taxonomía
Alchemilla szaferi fue descrita por Pawł. en 1953.

## Distribución
Se encuentra en el territorio de Ucrania.